# Țițirigi, Mehedinți
Țițirigi este un sat în comuna Voloiac din județul Mehedinți, Oltenia, România.